# Hügel-Veilchen
Das Hügel-Veilchen (Viola collina) ist eine Pflanzenart aus der Gattung Veilchen (Viola) innerhalb der Familie der Veilchengewächse (Violaceae).

## Beschreibung

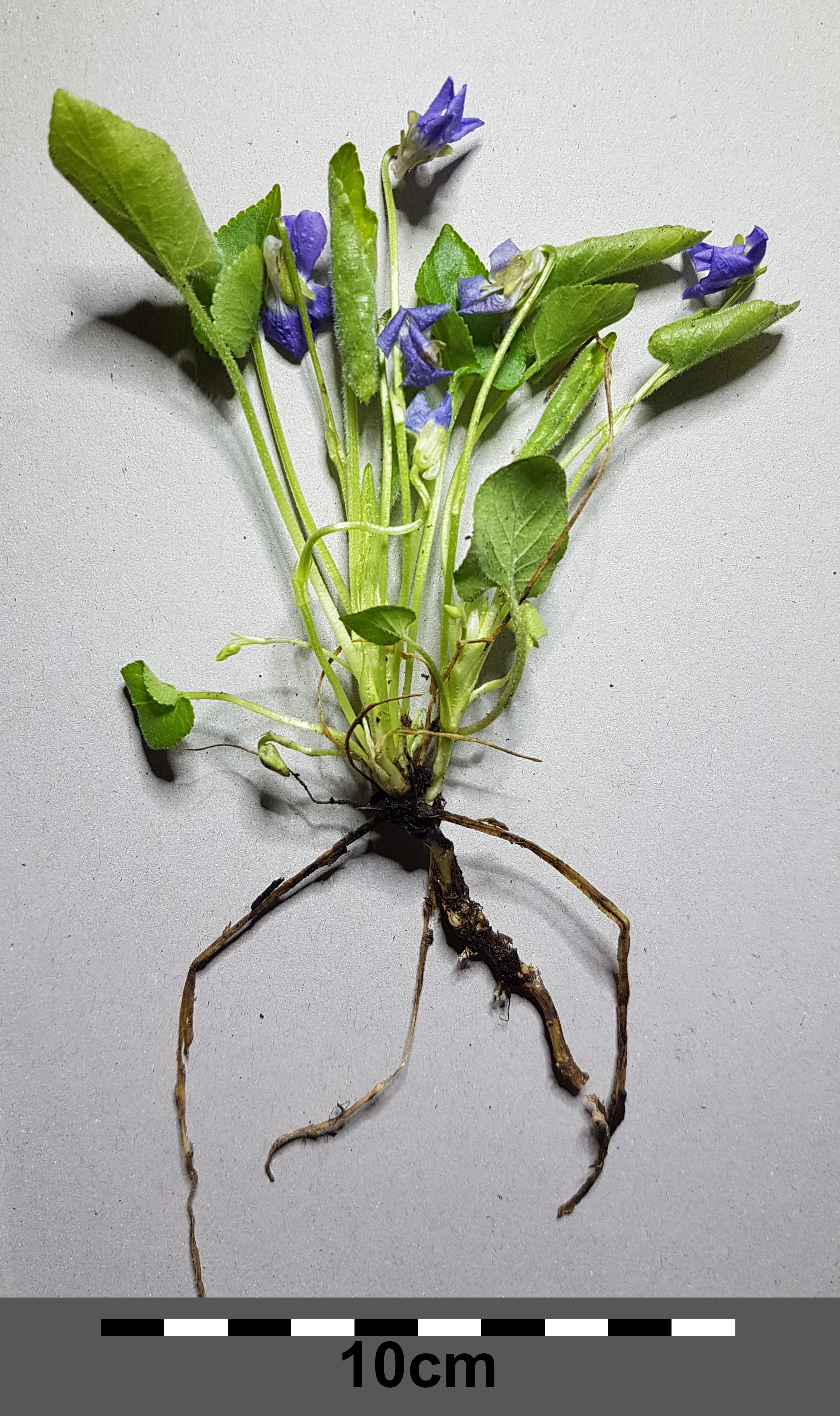
Unter- und oberirdische Pflanzenteile mit Laubblättern und Blüten

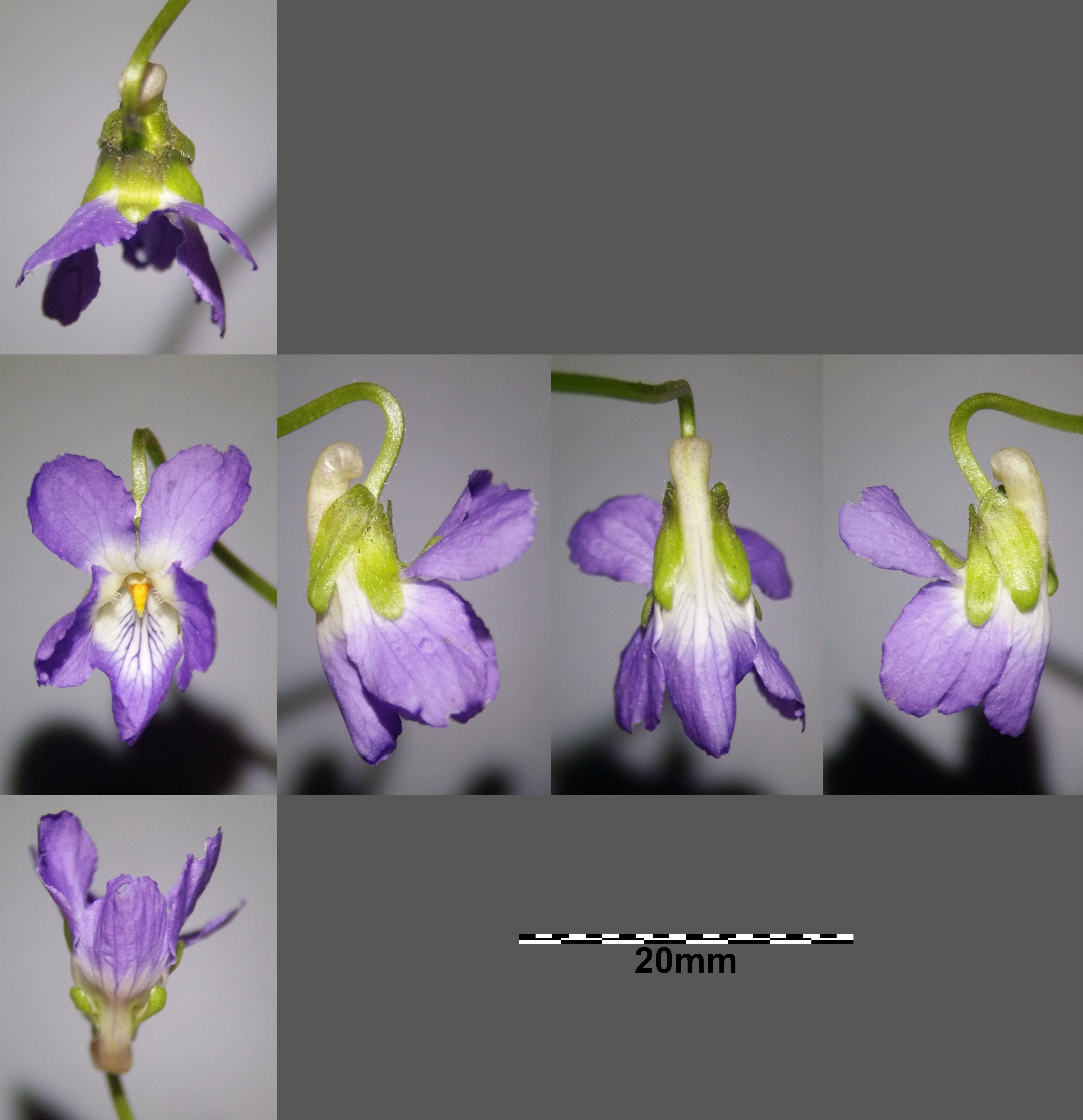
Blüte aus verschiedenen Blickrichtungen

### Vegetative Merkmale
Das Hügel-Veilchen wächst als ausdauernde krautige Pflanze und erreicht Wuchshöhen von 6 bis 12 Zentimetern. Als Überdauerungsorgan wird ein kriechendes Rhizom gebildet, aber keine Ausläufer.
Die grundständig angeordneten Laubblätter sind in Blattstiel und -spreite gegliedert. Die Frühjahrsblätter haben einen 1 bis 4 Zentimeter langen Blattstiel. Ihre Blattspreite ist 1,5 bis 4 Zentimeter lang, fein gekerbt und besonders unterseits weich fast wollig behaart. Die Blattspreite der Sommerlaubblätter ist am Grund breit-herzförmig und mehr oder weniger dicht behaart. Ihr Blattstiel ist mit 0,5 bis 1 Millimeter langen Haaren besetzt. Die Nebenblätter sind schmal lanzettlich mit zahlreichen langen deutlich gewimperten Fransen.

### Generative Merkmale
Die Blütezeit reicht von März bis Mai. Die Blüten befinden sich einzeln in den Blattachseln. Die Blütenstiele sind 4 bis 6 Zentimeter lang und tragen die beiden Vorblätter in oder über der Mitte. Kronblätter, Fruchtknoten und Frucht sind behaart.
Die zwittrige Blüte ist bei einer Länge von etwa 1,5 Zentimetern zygomorph und fünfzählig mit doppelter Blütenhülle. Die Blüte ist duftend. Die Farbe der Blütenkrone ist (hell)blaulila ohne weißes Zentrum, selten weiß. Die fünf Kelchblätter sind samt Anhängseln 5 bis 7 Millimeter lang. Der Sporn der Krone ist weißlich und etwa 3 Millimeter lang. Das untere Kronblatt besitzt violette Adern. Die Narbe ist hakig umgebogen.
Die Kapselfrucht ist kugelig und meist dicht weich behaart. Die Samen besitzen ein langes Elaiosom.
Die Chromosomenzahl beträgt 2n = 20.

## Vorkommen
Das Verbreitungsgebiet umfasst Europa und die gemäßigten Gebiete Asiens. In Österreich ist das Hügel-Veilchen in allen Bundesländern zerstreut bis selten. In den Allgäuer Alpen steigt es nur wenig über 1100 Meter auf. Im Oberengadin erreicht es Höhenlagen von 1820 Metern, in Südtirol in der Nonsberggruppe sogar 2000 Meter.
Diese kalkliebende Pflanze gedeiht in trockenen, lichte Wäldern (Besonders Föhrenwälder) von der collinen bis montanen Höhenstufe. In Mitteleuropa kommt sie meist in Begleitung der Waldkiefer vor allem in Gesellschaften des Cytiso-Pinion, aber auch der Potentillo albae-Quercion petraeae und des Geranion sanguinei vor.
Die ökologischen Zeigerwerte nach Landolt et al. 2010 sind in der Schweiz: Feuchtezahl F = 2 (mäßig trocken), Lichtzahl L = 3 (halbschattig), Reaktionszahl R = 4 (neutral bis basisch), Temperaturzahl T = 4 (kollin), Nährstoffzahl N = 2 (nährstoffarm), Kontinentalitätszahl K = 4 (subkontinental).

## Taxonomie
Die Erstbeschreibung von Viola collina erfolgte 1816 durch Wilibald Swibert Joseph Gottlieb von Besser in Cat. Hort. Cremeneci, S. 151.

## Hybride
Das Hügel-Veilchen (Viola collina) hybridisiert besonders mit dem Rauen Veilchen (Viola hirta).